# سپر دفاع موشکی مسکو
در سال ۱۹۵۰ که تهدیدات هسته‌ای از سوی موشک بالستیک قاره‌پیما به وجود آمد که بخشی از برنامه سپر آهنین بودند اتحاد جماهیر شوروی برنامه فوق محرمانه ای را به منظور مقابل با آن آغاز کرد این برنامه در حقیقت اولین سیستم مؤثر ضد موشک‌های بالستیک را به وجود آورد. این پروژه فکر جدیدی نبود چرا که از سال ۱۹۴۶ ایالات متحده آمریکا به دنبال ساخت سیستمی بود تا بتواند با آن با موشک‌های کوتاه برد مانند v-2 المان را منهدم کند اما به نتیجه‌ای نرسید. این طرح در اتحاد جماهیر شوروی NII-4 نام گرفت و از سال ۱۹۵۳ رسماً آغاز شد و در ۱۷ اگوست ۱۹۵۶ از طرف هیئت وزیران اتحاد شوروی مورد تأیید قرار گرفت

## اولین سیستم
اولین ایستگاه پرتاب آزمایشی در محدوده Sary Shagan و در سواحل دریاچه بالخاش در قزاقستان ساخته شد تا برای ادامه طرح و آزمایش‌ها ثانویه امکان‌سنجی شود اولین سیستم با کد A در سال ۱۹۵۹ ساخته شد. این سیستم دارای مجموعه راداری بود به نام Dunai-2 که دارای برد ۱۲۰۰ کیلومتر بوده و به نوعی طرح تحقیقاتی برای توسعه رادارهای برد بلند نیز محسوب می‌شد…
این رادار به منظور کشف اهداف برای سامانه دفاع موشکی در نظر گرفته شد که بعدها به نمونه آزمایشی Dunai-3UP و نمونه اصلی Dunai-3U تغییر پیدا کرد در هر کدام از این رادار‌ها فرستنده و گیرنده به صورت جداگانه ساخته شده بود و هریک در ساختمانی جداگانه قرار گرفتند (با موقعیت‌های ۴۵°56'49.67"N ۷۳°37'51.75"E, و ۴۵°56'09.98"N ۷۳°37'43.45"E.)
در ابتدا موشک رهگیر سامانه ضد موشکی A از مدل [V-1000] انتخاب شد که موشکی دو مرحله‌ای با پرتابگر ثابت که دارای سیستم هدایت دستوری بود و توسط دو رادار (RSV-PR (HEN NEST و (RTN (HEN EGG پشتیبانی می‌شد این موشک بردی در حدود ۳۰۰ کیلومتر داشت ومی توانست اهدافی تا ارتفاع ۲۵۰۰۰ متری را منهدم کند در ابتدا کلاهک شدید الانفجار برای این موشک در نظر گرفته شد که در هنگام انفجار کلاهک تبدیل به ۱۶۰۰۰ ترکش می‌شد و این برای انهدام اهداف کافی به نظر می‌رسید. اولین رهگیری موفق این سیستم در۲۴ نوامبر سال ۱۹۶۰ انجام شد اما بدون کلاهک انفجاری و صرفاً به عنوان تست هدف‌گیری و اصابت. دومین تست در ۴ مارس ۱۹۶۱ انجام شد که در آن یک موشک SS-4 SANDAL با موفقیت هدف قرار گرفت در مجموع ۱۱ آزمایش موفق صورت گرفت تا از عملکرد این سامانه اطمینان حاصل شود و همچنین اطمینان حاصل شد که ۵ انفجار اتمی در ارتفاع و در فواصل ۸۰ تا ۳۰۰ کیلومتری هیچ تأثیری بر عملکرد این سیستم ندارد.

## تجهیز و بکارگیری
در سال ۱۹۶۰ این سامانه برای دفاع از مسکو در نظر گرفته شد که در مجموع 32 موشک رهگیر در نقاط مختلف مسکو و سایت راداری Dunai-3U را شامل می‌شد. در طی مدت مأموریت این سامانه مشخص شد که موشک v1000 برای عملیات طولانی مدت مناسب نیست و به همین منظور طراحی موشک رهگیر جدیدی در دستور کار قرار گرفت که در نتیجه موشک A-350Zh / SH-04 Galosh به تولید رسید که ۱۶ موشک فعال با پرتابگر متحرک را شامل بود.

## ارتقا به سیستمA -35
اولین نمونه سامانه A-35 که با نام Aldan شناخته شد و در ۱۹۶۷ مورد آزمایش قرار گرفت سایت آزمایش این سیستم شامل ایستگاه‌های راداری و پرتابگرهای جدید موشک Fakel 5V61 بود موشکی که به عنوان هدف در نظر گرفته شد R-12 بود که قبلاً نیز مورد استفاده قرار داشت. مختصات سایت‌های راداری و پرتابگرها به این شرح است: ۴۵°48'35.24"N ۷۳°34'17.60"E, و ۴۵°48'41.83"N ۷۳°33'43.70"E
موشک سامانه A-35 که GALOSH نام داشت که موشکی دو مرحله‌ای با سوخت جامد (مرحله اول) و سوخت مایع (مرحله دوم) بود و کلاهکی اتمی به قدرت ۱ مگاتن داشت این موشک از سیستم هدایت دستوری بهره می‌برد و دارای بردی برابر با ۳۵۰ کیلومتر بوده و اهداف را در خارج از جو مورد هدف قرار می‌داد در مجموع ۸ سایت موشکی برای مسکو در نظر گرفته شده که تنها ۴ عدد از آن‌ها تکمیل و آماده استفاده شد. هر سایت موشکی در این سامانه دارای ۲ منطقه پرتاب با ۸ موشک بود و همچنین دارای دو رادار جستجو و یک رادار هدایت موشک بود (تمام این مجموعه راداری به نام TRY ADD شناخته می‌شود)
A-35M مدل ارتقا یافته سامانه A-35 است که در سال ۱۹۷۷ به صورت آزمایشی مورد بهره‌برداری قرار گرفت و تا سال ۱۹۷۸ به صورت کامل عملیاتی شد. ارتقای این مدل شامل مقاوم‌سازی در برابر جنگ الکترونیک، تغییر رادار به (5N11A Dunai-3M (CAT HOUSE و تغییر موشک‌ها به مدل [/ A-350R/5V61R] بود. مراحل آماده‌سازی این سیستم به این صورت بود که در ابتدا عملیات سوخت‌رسانی به موشک انجام و سپس کلاهک بر روی آن نصب می‌شد و پس از آن به ۶۴ ناحیه پرتاب منتقل می‌شدند همچنین تعدادی موشک مسلح و سوختگیری شده با حامل متحرک در نظر گرفته شد تا در صورت بروز مشکل جایگزین شوند. از جمله مشکلات این موشک سوخت مایع فوق‌العاده اشتعال پذیر آن بود که در صورت انفجار مواد رادیو اکتیو موجود در کلاهک را آزاد می‌کرد و این منجر به فاجعه‌ای می‌شد (حادثه BOMARC آمریکا در۱۹۶۰) بنابراین سوختگیری در نهایت احتیاط و قبل از نصب کلاهک صورت می‌گرفت. اولین پایگاهی که به موشک‌های جدید [5V61R] مجهز شد پایگاه Klin در شمال غربی بود (سال ۱۹۸۰)و دو پایگاه از سال ۱۹۹۰ که سیستم A-135 عملیاتی و با این سامانه جایگزین شد تاکنون همراه با آن عملیاتی هستند ولی سایر پایگاه‌ها یا به سیستم جدید مجهز یا کنار گذاشته شدند.

## سیستم [Saturn/5V21 ABM]
طراحی و توسعه سیستم [Saturn/5V21 ABM] از هنگامی شروع شد که اتحاد جماهیر شوروی به دنبال ساخت سامانه ضد موشکی متحرک بود. این سیستم در حقیقت گسترش یافته سامانه سام ۲ بود اما این طرح با روی کار آمدن سامانه‌های جدیدتر منتفی شده و کار بر روی گسترش سامانه اس ۲۰۰ ادامه یافت که موشک 5V21S نام گرفت. هنگامی که این طرح در ماه مه ۱۹۶۱ لغو شد موشک‌ها برای استفاده در پرتابگرهای ثابت در نظر گرفته شدند و در سال ۱۹۷۳ اولین آزمایش موفق را پشت سر گذاشتند و تا سال ۱۹۷۵ به عنوان دفاع استراتژیک موشکی به کار گرفته شدند.
با توجه به پیشرفت موشک‌های قاره‌پیما از سال ۱۹۷۲ به بعد به نظر می‌رسید این سامانه توانایی بالایی در مقابله با آن‌ها را نداشته و این به دلیل ضعف در سیستم هدایتی و مانورپذیری این موشک بود که توانایی مناسب برای انهدام موشک‌های قاره‌پیمای اتمی را نداشت و از دیگر نکات ضعف استفاده از کلاهک اتمی بود که درصد خطر را بالا برده و اطمینان‌پذیری موشک را کاهش می‌داد. در نهایت مسئولان تصمیم به کنار گذاشتن این موشک و جایگزینی آن با موشک 15000vat az _Saint-Petersburg.JPG ( 5V11 Dal (GRIFFON گرفتند که بعد از مدت عملیاتی کوتاه و کم وقت توانستند بمب مغناطیسی را درست
و آماده کنند. سیستم زلزله‌ها با
هکران کلاه خاستری. وارد شبکه‌های
موشکی مسکو می‌شوند …
از روسیه …

## طرح [Taran ABM]
طرح این سیستم که از یک موشک بالستیک اتمی مدل (UR-100 (SS-11 SEGO با کلاهک ۱۰ مگاتنی برای انهدام اهداف دور برد و خارج از جو بهره می‌برد در سال ۱۹۶۳ مطرح شد و موشک UR-100PRO نام گرفت این سیستم از رادار TSSO-S بهره می‌برد و همچنین دارای یک رادار پیش اخطار هنگام دور برد به نام BMEW بود که در دو سایت راداری RO-1 و RO-2 نصب می‌شدند این طرح هیچگاه به مرحله عمل نرسید و در سال ۱۹۶۴ کنسل شد.

## طرح (Aurora (ABM-X-2
این سیستم در حقیقت توسعه دهنده و مکملی بود برای سیستم A-35 که در مسکو مورد استفاده قرار می‌گرفت. این طرح شامل دو موشک بود یک موشک برد بلند A-900 ویک موشک برد کوتاه A-351 که بعدها به نمونه A-350Zh تغییر پیدا کرد این طرح در سال ۱۹۶۷ کنار گذاشته شد ولی رادار [5N24 Argun] همچنان مورد استفاده قرار گرفت.

## رادار(RSN-225 (FLAT TWIN
این برنامه برای طراحی و ساخت سیستم ضد موشکی متحرکی که بتواند یک یا دو موشک بالستیک را منهدم کند اجرا شد این برنامه دومین طرح مهم ضد موشکی بعد از سال ۱۹۶۲ و به دنبال متوقف شدن برنامه Aurora بود این سامانه از دو موشک بهره می‌برد که موشک [OKB Fakel's 5Ya27] برای انهدام اهداف در خارج از جو و موشک [Novator 5Ya26] برای انهدام اهداف در داخل جو را شامل می‌شود. موشک [5Ya27] موشکی است دو مرحله‌ای با سوخت جامد در محله اول وسوخت مایع در مرحله دوم و کلاهک اتمی این سیستم از رادار ارائه فازی (RSN-225 (FLAT TWIN بهره می‌برد که دارای یک ایستگاه گیرنده جانبی به نام (PAWN SHOP) بود. هدایت موشک‌ها تا رسیدن به هدف توسط همین رادار انجام می‌شد همچنین مجموعه رادار [BMEW] نیز به عنوان پیش اخطار مورد استفاده قرار می‌گرفت. توسعه کلی طرح در سال ۱۹۷۸ متوقف شد ولی کار بر روی موشک Novator PRS-1 ادامه یافت تا به نمونه ارتقا یافته‌ای از [5Ya26] دست یابند از جمله آزمایش‌ها موفقیت‌آمیز این موشک انهدام موشک‌های
[( RS-10 (SS-11 SEGO] و [( RSD-10 (SS-20 SABER] در سال ۱۹۸۲ بود که کارایی این سیستم را مشخص کرد. همچنین گمان این می‌رود که موشک [Novator PRS-1] طرح پایه‌ای برای ساخت موشک 9M82 ATBM بوده که بخشی از سامانه (S-300V2 (SA-12B GIANT است و نیز طرح پایه‌ای برای طراحی و ساخت موشک 53T6 که در سیستم A-135 مورد استفاده قرار گرفت. این سیستم نیز در سال ۱۹۸۴ از حالت عملیاتی خارج و کنار گذاشته شد ولی رادار آن که در جزیره کامچاتکا واقع است همچنان مورد استفاده قرار دارد.

## سیستم(A-135 (ABM-4
سیستم A-135 جدیدترین سیستم عملیاتی از مجموعه سپر موشکی روسیه است که ادامه طرح‌های گذشته و به نوعی تکامل یافته آن‌ها است طراحی اولیه این سامانه به ۱۹۷۴ بازمی‌گردد که شوروی طرح‌های بسیاری را در زمینه سیستم‌های ضد موشکی دنبال می‌کرد. این سیستم توانایی مقابله با تهدیدات در خارج از جو و هم در داخل جو را دارد که این مهم قبلاً بر عهده موشک OKB Fakel بود. این سیستم از رادار ارائه فازی [( 5N20P Don-2P (HORSE LEG] بهره می‌برد که در محدوده Sary Shagan نصب شده‌است.
این سامانه از دو موشک [SH-11 Gorgon] با حداکثر برد ۳۵۰ کیلومتر برای انهدام اهداف فرا جوی و از موشک کوچکتر 53T6 SH-08 Gazelle با حداکثر برد ۸۰ کیلومتر برای انهدام اهداف داخل جوی بهره می‌برد همچنین طرحی برای متحرک‌سازی پرتابگرهای سامانه A-135 دنبال شد که از طرف بخش فرماندهی پدافندی روسیه مورد توجه قرار نگرفت آزمایش این سیستم از سال ۱۹۷۶ شروع و در سال ۱۹۸۰ به اتمام رسید و پس از تأیید و اطمینان از کارایی در سال ۱۹۸۹ به‌طور رسمی عملیاتی شد.
به منظور افزایش دقت و برد رهگیری و همچنین افزایش قابلیت درگیری با اهداف بیشتری رادار این سیستم از مدل N20P Don-2P به مدل (5N20 Don-2N (PILL BOX تغییر یافت که به این سیستم توانایی درگیری با ۸ هدف را به صورت هم‌زمان می‌داد. موشک 53T6 در چهار سایت دراطراف مسکو نصب شد همچنین رادار Don-2N نیز به عنوان سایت پنجم مد نظر قرار گرفت و موشک‌های 51T6 نیز در محل قبلی سایت موشکی A-350R نصب شدند. پس از چند ماه از عملیاتی بودن این سامانه برای مدتی موشک‌های سری 53T6 از کاربری خارج شدند تا کلاهک آن‌ها با مدل‌های جدیدتر و قویتر تعویض شود به همین منظور تعدادی از سایت‌های موشکی مسکو برای مدت کوتاهی غیرفعال بودند.

## رادارN20P Don-2P

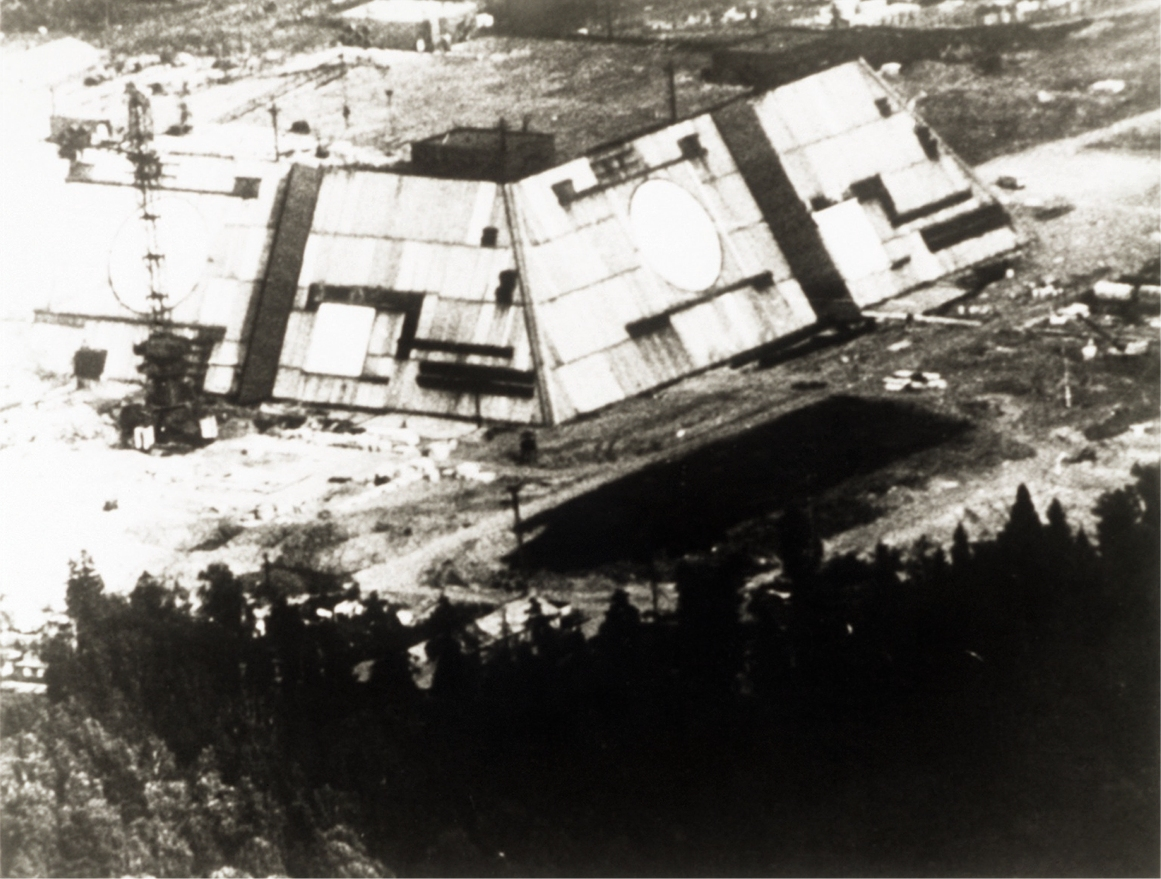

به منظور انهدام در ابتدا مجموعه رادار اخطار زود هنگام BMEW موقعیت هدف را مشخص و سپس توسط رادار (Don-2N (PILL BOX عمل هدف‌گیری و هدایت موشک انجام می‌شد پس از ساخت و راه اندازی این سامانه به مرور تعداد پرتابگرهای موشک 53T6 به ۱۶ عدد در دو منطقه افزایش پیدا کرد همچنین تعداد سایت‌های موشک 51T6 به ۸ عدد تغییر یافت تا پوشش کافی برای مقابله با تهدیدات بیشتر را فراهم کند.

## شبکه راداری
سپر دفاع موشکی روسیه دارای طیف گسترده‌ای از رادارهای پیش اخطار؛ رهگیری و هدایت موشک است اصلی‌ترین این رادارها مدل Don-2N است که رادار اصلی سپر دفاع موشکی مسکو به حساب می‌آید همچنین شبکه راداری BMEW وظیفه هشدار زود هنگام این سامانه را بر عهده دارد که اهداف را بر حسب اولویت شناسایی کرده و برای هدف‌گیری به رادار Don-2N ارسال می‌کند و بر طبق آن نوع موشک از بین دو نوع 51T6 و 53T6 انتخاب شده و به سمت هدف شلیک خواهد شد. اصلی‌ترین رادار مجموعه BMEW رادار (5N15 Dnestr (HEN HOUSE است که وظیفه شناسایی تهدیدهای موشکی و همچنین ماهواره‌ها را بر عهده دارد این رادار بردی برابر با ۳۵۲۰ کیلومتر دارد و درمناطق Sary Shagan و ایرکوتسک نصب شده‌است و رادار [Daugava 5N86P Dnepr-P] نیز پس از مدتی برای تقویت هر چه بیشتر سایت راداری منطقه مورد بهره‌برداری قرار گرفت. این رادارها پس از سایت راداری EW که در سال ۱۹۶۳ ایجاد شد ساخته شدند و از اهمیت بسیار بالایی در کشف تهدید موشکی از جانب ایالات متحده داشتند.

## رادارنیستر
رادار نیستر شامل دو واحد است که به وسیله یک واحد کنترل اطلاعات آن‌ها جمع‌آوری و پردازش می‌شود همچنین آخرین نمونه از رادارهای HEN HOUSE سری 5U83 Daugava با به روز اوری‌های انجام شده بردی معادل ۶۰۰۰ کیلومتر دارند که هرکدام از این نوع رادارها می‌توانند به صورت فرستنده و گیرنده به تبادل اطلاعات با هم بپردازند.
در سال ۱۹۷۰ اتحاد جماهیر شوروی کار بر روی ساخت نسل جدید راداری‌های BMEW یعنی مدل 5N79 Daryal را آغاز کرد. اولین نمونه از این رادار در ابتدا در بلاروس و در نزدیکی منطقه پچورا ساخته شد و سپس نمونه کامل تری از این رادار ارایه فازی با دو سایت جداگانه در روسیه به مرحله ساخت رسید که Daryal-U و Daryal-UM نام گرفت. این دو سایت راداری که از یک رادار به عنوان گیرنده و از دیگری به عنوان فرستنده استفاده می‌کند (فاصله دو رادار از هم بین ۸۰۰ تا ۲۸۰۰ متر) بردی در حدود ۵۰۰۰ کیلومتر دارد. همچنین یکی از نکاتی که دربارهٔ برخی از این رادارها وجود دارد این است که بعد از فروپاشی اتحاد جماهیر شوروی بسیاری از این رادارها در محدودهای خارج از خاک روسیه قرار گرفتند از جمله بسیاری از سایت‌های HEN HOUSE و Daryal که به ناچار باید با رادارهایی در خاک روسیه جایگزین می‌شدند برای همین رادارهای جدیدی در روسیه ساخته شد.

## راداردوگا

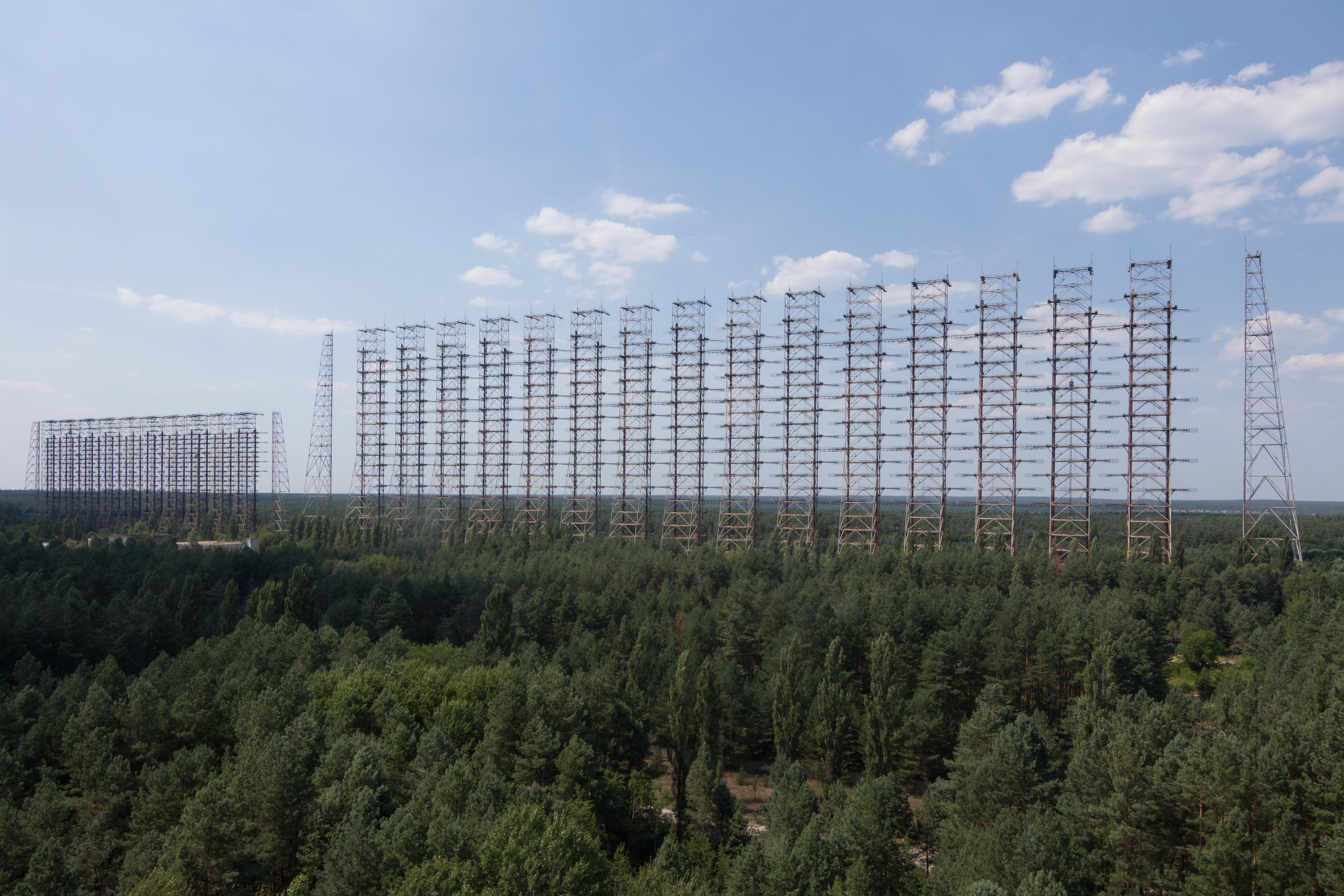

آخرین رادار از مجموعه رادارهای پیش اخطار BMEW رادار Duga است که راداری است ماورای افق (OTH) در مجموع سه عدد از این رادارها ساخته شد که اولین در ناحیه Nikolayev نصب شد و برای شناسایی موشک‌هایی بود که از پایگاه بایکانور قزاقستان پرتاب می‌شدند (فاصله‌ای در حدود ۲۵۰۰ کیلومتر) و دو نمونه بزرگتر آن که دارای برد و دقت بیشتری بودند یعنی Duga-2 و (Duga-3 (STEEL YARD در چرنوبیل نصب شدند. این رادارها تا ۱۹۸۹ در خدمت بودند و بعد از ان تنها رادار Duga-3 عملیاتی باقی ماند.